# Technological Mind
Technological Mind – szósty album studyjny holenderskiego duetu Laserdance, wydany 17 maja 1993. Kompozytorem wszystkich utworów był Michiel van der Kuy. 
Po balladowej, refleksyjnej zawartości albumu Ambiente, zespół powrócił do swej sztandarowej stylistyki dynamicznych utworów dance. W obliczu spadającej popularności gatunku spacesynth na rzecz nowych brzmień gatunków muzycznych house i techno, Michiel van der Kuy chciał nieco zmienić styl muzyczny Laserdance, by dostosować go do nowych czasów. Producent Erik van Vliet był temu przeciwny, preferując klasyczny styl spacesynth. Owocem tego konfliktu była kolejna monotonna i pozbawiona świeżych pomysłów płyta w dorobku grupy. Jedynym ukłonem w stronę nowych brzmień były dwie wersje utworu Technoid, alternatywne wobec wersji klasycznej. Skomponowanie i wyprodukowanie niemal każdego z utworów zajęło van der Kuyowi zaledwie jeden dzień. Po raz pierwszy na płycie Laserdance zabrakło jakiegokolwiek wolniejszego utworu. 

## Spis utworów
1. "Warriors" – 4:59
2. "Dead Star" – 5:22
3. "New Adventure" – 5:19
4. "Sky Orbit" – 5:39
5. "Technological Mind" – 5:14
6. "Tunnel Of Mind" – 5:02
7. "The Landing" – 5:09
8. "Technoid" /vocoder version/ – 6:10
9. "Technoid" /house version/ – 6:15
10. "Technoid" /ambiente version/ – 5:35

## Instrumentarium
- Roland JX-10
- Roland Juno-60
- Roland Juno-106
- Roland MSQ-100
- Roland TR-808
- Yamaha FB-01
- Yamaha REV 500
- Akai MPC 60
- Korg DVP-1 Digital Voice Processor
- Korg M1
- Korg Polysix
- Korg Monotron Delay
- LinnDrum LM2
- Oberheim OB-Xa
- E-mu Emax
- Ensoniq ESQ-1

## Autorstwo utworów
Okładka płyty informuje, iż drugi członek Laserdance i zarazem producent wykonawczy Erik van Vliet był jedynym kompozytorem wszystkich utworów. Tymczasem Michiel van der Kuy stwierdził w wywiadzie, że van Vliet, który za czasów Laserdance nigdy nie pełnił funkcji ani kompozytora, ani wykonawcy, kupił prawa autorskie od rzeczywistego kompozytora i dzięki temu mógł umieścić swoje nazwisko przy kompozycjach, których nigdy nie stworzył.

## Single
Na winylowym singlu opublikowano tylko jeden utwór Technoid w dwóch wersjach. W 1992 roku ukazał się maxi singel Technoid, zawierający cztery wersje tego utworu. Były to zarazem ostatnie regularne single Laserdance.